# Freaky (bier)
Freaky is een Belgisch bier van hoge gisting.
Het bier wordt gebrouwen in Brouwerij Alvinne te Moen.

## Varianten
- Freaky, amberkleurig bier met een alcoholpercentage van 3,8%
- Freaky Dark, donkerbruin bier met een alcoholpercentage van 3,8%